# Гинемер, Жорж
Жорж Гинеме́р (фр. Georges Guynemer; 24 декабря 1894, Париж — 11 сентября 1917, Западная Фландрия) — французский лётчик-истребитель времён Первой мировой войны. Второй по числу побед после Рене Фонка. В воздушных боях сбил 53 самолёта противника. Сам был сбит семь раз.

## Биография

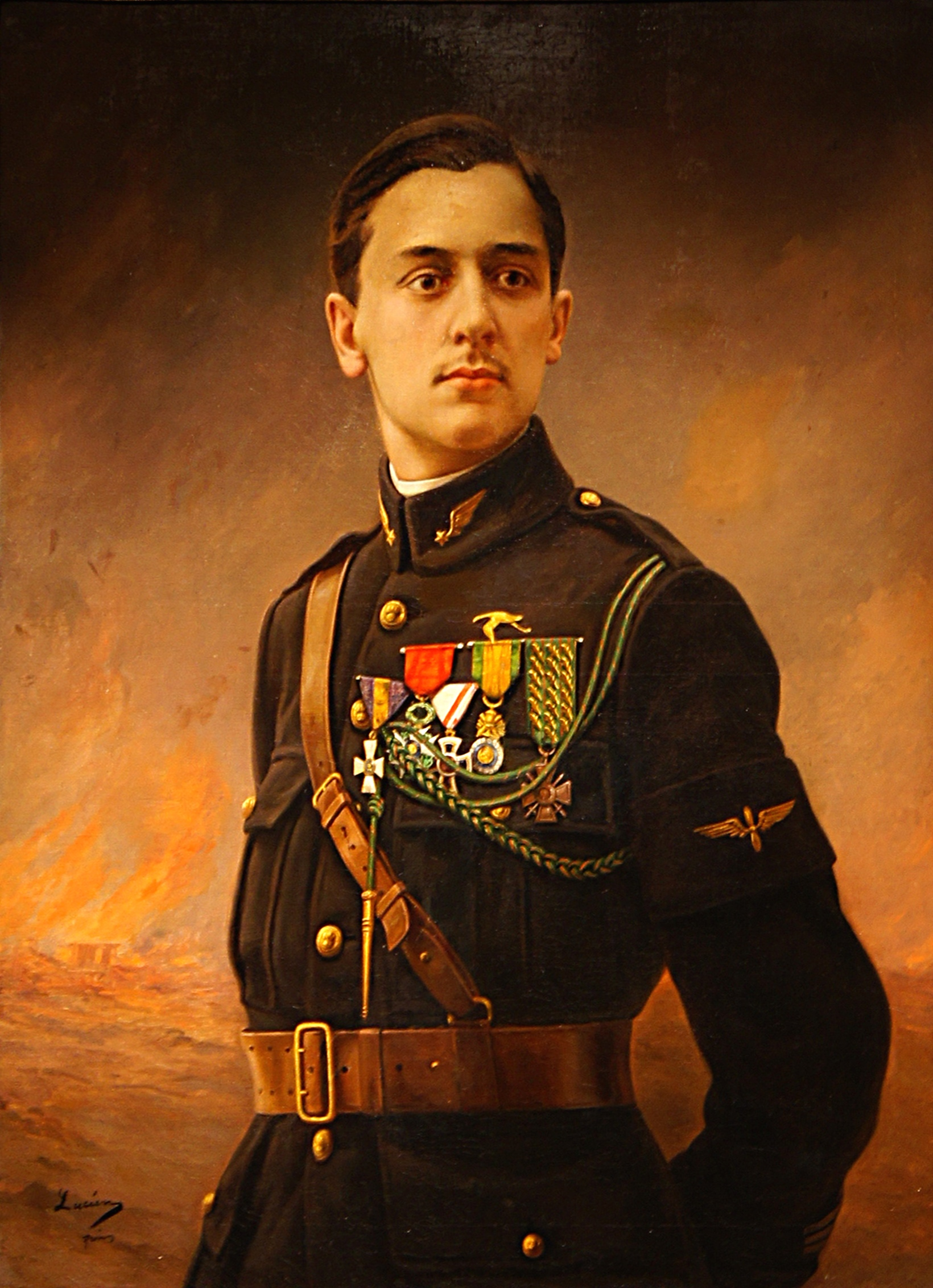
Жорж Гинемер

### Ранние годы
Жорж Мария Луи Жюль Гинемер родился в Париже на улице Ла Тур 24 декабря 1894 года в семье отставного офицера французской армии. В детстве имел слабое здоровье и много болел, однако рос любознательным, увлекался механикой. Дружил с Жаном Кребсом — сыном директора завода фирмы Panhard. Вместе они часто бывали в цехах предприятия и через некоторое время стали неплохо разбираться в двигателях и двигателестроении.
В 1911 году Жорж в качестве пассажира впервые поднялся в небо на аэроплане «Фарман» в ходе одного из перелётов Европейского авиационного состязания. Этот полёт определил дальнейшую судьбу Гинемера: он твёрдо решил стать лётчиком и всё свободное время проводил на аэродроме.

### Первая мировая война
После начала Первой мировой войны Гинемер пять раз пытался записаться в армию, однако получал отказ ввиду слабого здоровья и малого роста. Тем не менее настойчивый юноша добился своего: его приняли в школу авиамехаников в местечке По. Вскоре новоявленный солдат 2-го класса также настойчиво начал писать рапорты о переводе его в школу пилотов. 23 ноября 1914 года Гинемера зачислили курсантом в школу пилотов и уже в январе 1915 года он начал учебные полёты на аэроплане «Блерио Пингвин».
В марте Гинемера перевели в лётную школу в Аворде, а через два месяца он в составе группы выпускников был зачислен в резерв командующего авиацией.
В июне 1915 года капрала Гинемера направили в эскадрилью MS.3, оснащённую аэропланами типа Morane-Saulnier L. Молодой пилот совершил серию тренировочных полётов под руководством Жюля Ведрина, после чего получил свой первый самолёт, которому даёт имя «Старина Шарль» (фр. Vieux Charles) в честь переведённого в Сербию опытного пилота Шарля Боннэра (фр. Charles Bonnard).
Первая встреча с противником состоялась 19 июля 1915 года. Экипаж Гинемера (помимо него в самолёте находился механик Гуерде, выполнявший роль бортстрелка) был отправлен на перехват германского разведывательного аэроплана. Французы настигли неприятеля над линией фронта и сумели зайти ему в хвост, однако после полусотни выстрелов пулемёт заело и германский самолёт ушёл со снижением под защиту своей зенитной артиллерии. Чуть позже в небе над Сетмоном французы обнаружили ещё одну цель: вражеский Aviatik C.I. Гинемер спикировал на него и атаковал сзади-снизу (механик успел починить пулемёт), после чего германский аэроплан вошёл в нисходящую спираль, а его наблюдатель открыл по французам огонь из карабина. Десятиминутный бой завершился победой французов: германский пилот был убит, а наблюдатель попал в плен.
Через два дня, 21 июля, Гинемеру присвоили звание сержант и наградили «Военной Медалью» (фр. Médaille militaire). Он счёл это добрым знаком и решил в дальнейшем не менять счастливое имя на своих самолётах.
После учёбы в элитарной школе пилотов № 3 в 1916 году Гинемер быстро становится одним из самых известных и уважаемых воздушных бойцов. После того, как он сбил пятый самолёт противника в феврале 1916 года, лётчик официально был объявлен «воздушным асом», а в марте того же года ему присваивается звание лейтенанта. К концу 1916 года он сбивает уже 25 немецких самолётов. Вскоре после этого Гинемер назначается командиром звена. Наиболее удачным месяцем для пилота был май 1917 года, когда он уничтожил 7 немецких самолётов. В июле того же года он стал первым французом, одержавшим в воздухе 50 побед.
Погиб 11 сентября 1917 года в воздушном бою в небе Западной Фландрии; предположительно сбит немецким асом Куртом Виссманом. Остатки его самолёта и тело Ж. Гинемера не были найдены.
Гибель этого молодого французского лётчика была воспринята во Франции как национальное горе. Детям в школах рассказывали, что Гинемер так высоко взлетел в небо над Францией, что уже не смог вернуться. Немецкий лётчик, лейтенант Курт Виссман погиб 28 сентября 1917 года в бою с английскими ВВС.

### Память
В бельгийском местечке Лангемарк-Пулкапелле после войны был воздвигнут памятник Жоржу Гинемеру: на высокой колонне — статуя устремлённого в небо журавля, в том направлении, в котором ушёл в свой последний полёт лётчик.
Гинемер упоминается в стихотворении «Имя» («Никогда я не буду героем...») поэта первой волны эмиграции Александра Гингера.
В 1997 году на восьмидесятую годовщину со дня смерти Жоржа Гинемера во Франции выпущена монета достоинством 2 франка с портретом лётчика .